# Боливия на зимних Олимпийских играх 1956
Боливия принимала участие в Зимних Олимпийских играх в 1956 году в Кортина-д’Ампеццо (Италия), но не завоевала ни одной медали. Это было второе выступление Боливии на Олимпийских играх после летних Олимпийских игр 1936 года и первое на зимних Олимпийских играх.
Сборная состояла из 1 спортсмена: Рене Фарвиг Гильен, чемпион Южной Америки по горнолыжному спорту. Он выступал в двух дисциплинах. В слаломе был дисквалифицирован в первом заезде и остался без итогового места. В гигантском слаломе поделил 75-76-е места с результатом 4 минуты 15,0 секунды, уступив 1 минуту 14,9 секунды победителю — Тони Зайлеру из Австрии. Рене Фарвиг стал первым спортсменом, представлявшим Боливию на зимних Олимпиадах, и единственным членом делегации в Кортина-д’Ампеццо. Он был знаменосцем сборной Боливии на церемонии открытия Игр.

## Результаты
| Спортсмен   | Соревнование                | Заезд 1           | Заезд 1 | Заезд 2 | Заезд 2 | Итог              | Итог  |
| Спортсмен   | Соревнование                | Время             | Место   | Время   | Место   | Время             | Место |
| ----------- | --------------------------- | ----------------- | ------- | ------- | ------- | ----------------- | ----- |
| Рене Фарвиг | Гигантский слалом (мужчины) |                   |         |         |         | 4:15.0            | 75    |
| Рене Фарвиг | Слалом (мужчины)            | дисквалифицирован | -       | -       | -       | дисквалифицирован | -     |